# 法兰西地区皮瑟
法兰西地区皮瑟（法語：Puiseux-en-France，法語發音：[pɥizø ɑ̃ fʁɑ̃s] ⓘ）是法国法兰西岛大区瓦兹河谷省的一个市镇，属于萨塞勒区。

## 地理
法兰西地区皮瑟（49°3'28"N, 2°30'1"E）面积5.11 平方千米，位于法国法蘭西島大區瓦兹河谷省，该省份为法国北部内陆省份，北起瓦兹省，西接厄尔省，南至塞纳-圣但尼省、上塞纳省和伊夫林省，东临塞纳-马恩省。
与法兰西地区皮瑟接壤的市镇（或旧市镇、城区）包括：贝尔方丹、法兰西地区沙特奈、帕里西地区丰特奈、卢夫尔、马尔利城。

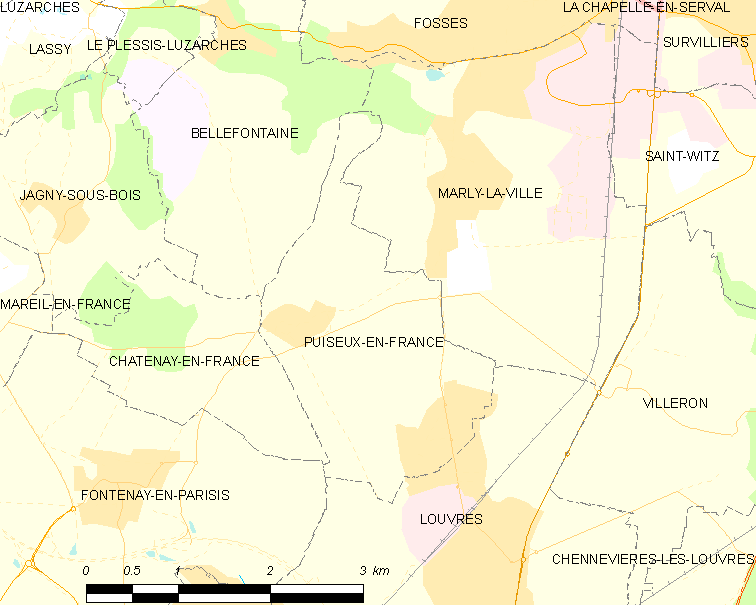
法兰西地区皮瑟的OSM定位图

法兰西地区皮瑟的时区为UTC+01:00、UTC+02:00（夏令时）。

## 行政
法兰西地区皮瑟的邮政编码为95380，INSEE市镇编码为95509。

## 政治
法兰西地区皮瑟所属的省级选区为福斯县。

## 人口

1962-2008年间法兰西地区皮瑟人口变化图示

法兰西地区皮瑟于2022年1月1日时的人口数量为3755人。